# سیارک ۷۱۲۴
سیارک ۷۱۲۴ (به انگلیسی: 7124 Glinos، نامگذاری:1990OJ4) هفت هزار و صد و بیست و چهارمین سیارک کشف شده‌است که در ۲۴ ژوئیه ۱۹۹۰ کشف شد.
قدر مطلق سیارک برابر ۱۱٫۰۰ است.